# Maître anonyme de l'Enfer
Maître anonyme de l'Enfer est le nom de convention donné à l'auteur anonyme d'un tableau de la seconde décennie du XVIe siècle, L'Enfer, conservé au Musée national des arts anciens (MNAA) de Lisbonne. Cet artiste, actif au Portugal sous le règne de Manuel Ier, pourrait être un peintre flamand ou un peintre portugais influencé par l'art des anciens Pays-Bas.

## Propositions d'identification
Plusieurs hypothèses d'attributions se sont succédé au sujet d'un grand tableau (119 × 218 cm), réalisé à la peinture à l'huile sur panneau de chêne, et conservé au MNAA (inv. 432 Pint) et représentant le supplice des damnés en Enfer. Initialement stocké dans l'ancien couvent São Francisco da Cidade, où avaient été déposées les œuvres issues des monastères fermés en 1834 et où l'Académie des beaux-arts s'installe en 1836, le tableau a d'abord été attribué à l'école française.
On le retrouve en 1889 dans le catalogue du Musée national des beaux-arts, où il est attribué à un maître anonyme de l'école portugaise en raison des pièces de monnaie portugaises visibles sur un plateau. Versé dans les collections du MNAA créé en 1911, il n'est cependant exposé dans ce musée qu'à partir de 1940, après sa restauration et son inclusion, en tant qu'exemple de la « peinture manuéline d'inspiration flamande », à une exposition consacrée aux « Primitifs portugais ».
En 1941, Garcez Teixeira propose d'attribuer L'Enfer à l'atelier du peintre flamand Francisco Henriques, mort en 1518 alors qu'il participait aux grands travaux de la Cour d'appel de Lisbonne. Selon Teixeira, le tableau aurait en effet eu davantage sa place dans un tribunal (à l'instar des tableaux de justice des tribunaux et hôtels de ville flamands) que dans une église catholique. Cette hypothèse, reprise en 1948 par Fernando Pamplona, est cependant réfutée dès 1941 par João Couto, qui démontre que l’œuvre provient bien d'un monastère.
En 1966, Luis Reis-Santos propose de rattacher L'Enfer à l’œuvre de Jorge Afonso mais, vingt ans plus tard, Pedro Dias et Vitor Serrão l'attribuent plutôt au Maître de Lourinhã. Cette dernière attribution est cependant rejetée en 2004 par Manuel Batoréo, qui pense que le tableau a été réalisé par un autre disciple de Francisco Henriques, artiste flamand installé au Portugal dès les années 1500 et qui avait recruté des collaborateurs dans son pays natal en 1512.